# L'Expression (Algérie)
Pour les articles homonymes, voir L'Expression.
L'Expression est un quotidien généraliste algérien en langue française.

## Création
Fondé par Ahmed Fattani, ancien rédacteur en chef et cofondateur du quotidien Liberté, le premier numéro de L'Expression a été publié le 11 novembre 2000.

## Suspension et polémiques
Le 23 août 2003, L'Expression fait partie des six quotidiens algériens suspendus de parution. La raison invoquée est le non paiement de dettes dues aux sociétés d'impression publiques. En réaction à cette suspension, la Fédération internationale des journalistes (FIJ) parlera de décision politique. L'Expression revient dans les kiosques, un mois plus tard, le 17 septembre 2003.
Le 21 septembre 2011, une polémique naît entre le quotidien et l'Agence France-Presse lorsque Béatrice Khadige, la nouvelle correspondante de l'AFP à Alger, qualifie L'Expression de journal « très anti‑français, mais de langue française » dans un article consacré à une revue de la presse algérienne concernant l'assassinat des moines de Tibhirine et le documentaire diffusé 19 septembre 2011 sur la chaîne de télévision française Canal+. Dans un article en une daté du 22 septembre 2011, Ahmed Fattani qualifie les accusations de l'AFP de « médisance d'estaminet » et « d'inepties ». Il s'attaque personnellement à Béatrice Khadige qu'il qualifie de « journaliste cabocharde ».

## Contenu et format
Le journal est de format tabloïd. Son contenu généraliste va de la politique intérieure à l'actualité culturelle en passant par le sport, l'économie, les informations internationales et les faits divers.
L'Expression possède plusieurs rubriques régulières. Quelques exemples :
- De Quoi j’me Mêle, page quotidienne réservée aux informations légères et aux indiscrétions.
- L'Envers du décor, chronique hebdomadaire de Zouhir Mebarki.
- Face aux juges, chronique judiciaire de Abdellatif Toualbia.
- Écran Libre, chronique sur les médias de Amira Soltane.
- On remet ça, chronique quotidienne de Selim M'sili.

L'une des rubriques phares de ce quotidien est la rubrique Écran libre, chronique qui décortique l'actualité du petit et du grand écran. La chronique a été animée successivement par les journalistes Linda Haddad, Melissa Raïs, et par Amira Soltane.

## Tirage
Les derniers chiffres officiels remontent à l'année 2006. Six ans après son lancement, L'Expression affichait un tirage de 26 500 exemplaires selon le ministère de la Communication algérien. Ce chiffre le classe en 7e position des tirages de la presse quotidienne algérienne et en 5e position si l'on ne tient compte que des quotidiens francophones.
Ce chiffre de tirage est en contradiction avec ceux avancés par le journal qui parlait en 2002 d'un tirage de 70 000 exemplaires.
En juillet 2007, le quotidien arabophone El Khabar a publié un sondage réalisé par l'institut IMMAR. Ce sondage classe L'Expression en 7e position des quotidiens les plus lus de la région de l'ouest de l'Algérie, 8e pour la région centre et 9e pour le sud algérien.
Dans un article du 15 novembre 2007, le quotidien revendique la 5e place des quotidiens francophones les plus lus en Algérie. Il évoque également sa popularité auprès des élites.

## Perspectives
À la suite de l'annonce du projet gouvernemental d'ouverture du champ audiovisuel algérien au privé, Ahmed Fattani, directeur de L’Expression, a annoncé dans son journal le 15 septembre 2011 son intention de postuler à la création d'une chaîne de télévision et d'une station radio.